# Alopecosa pulverulenta tridentina
Alopecosa pulverulenta là một phân loài nhện trong họ Lycosidae.
Loài này thuộc chi Alopecosa. Alopecosa pulverulenta tridentina được Tord Tamerlan Teodor Thorell miêu tả năm 1875.

## Hình ảnh

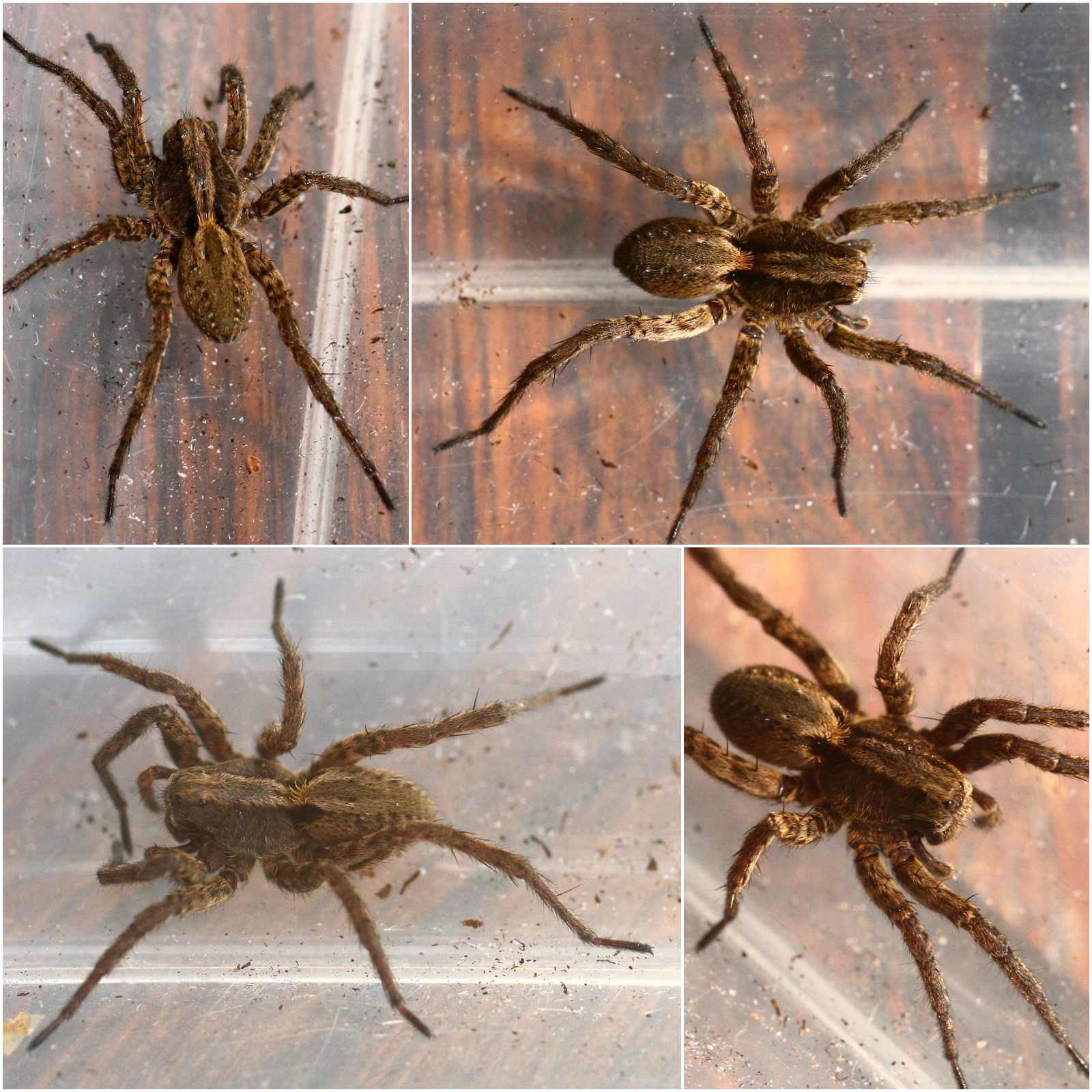
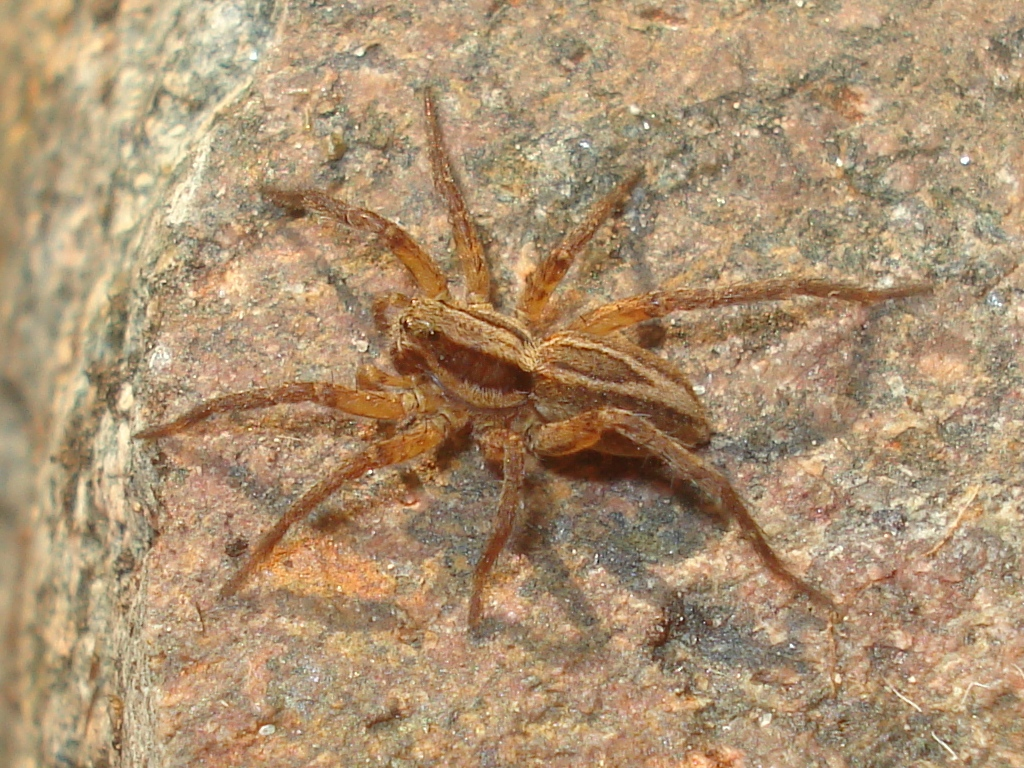
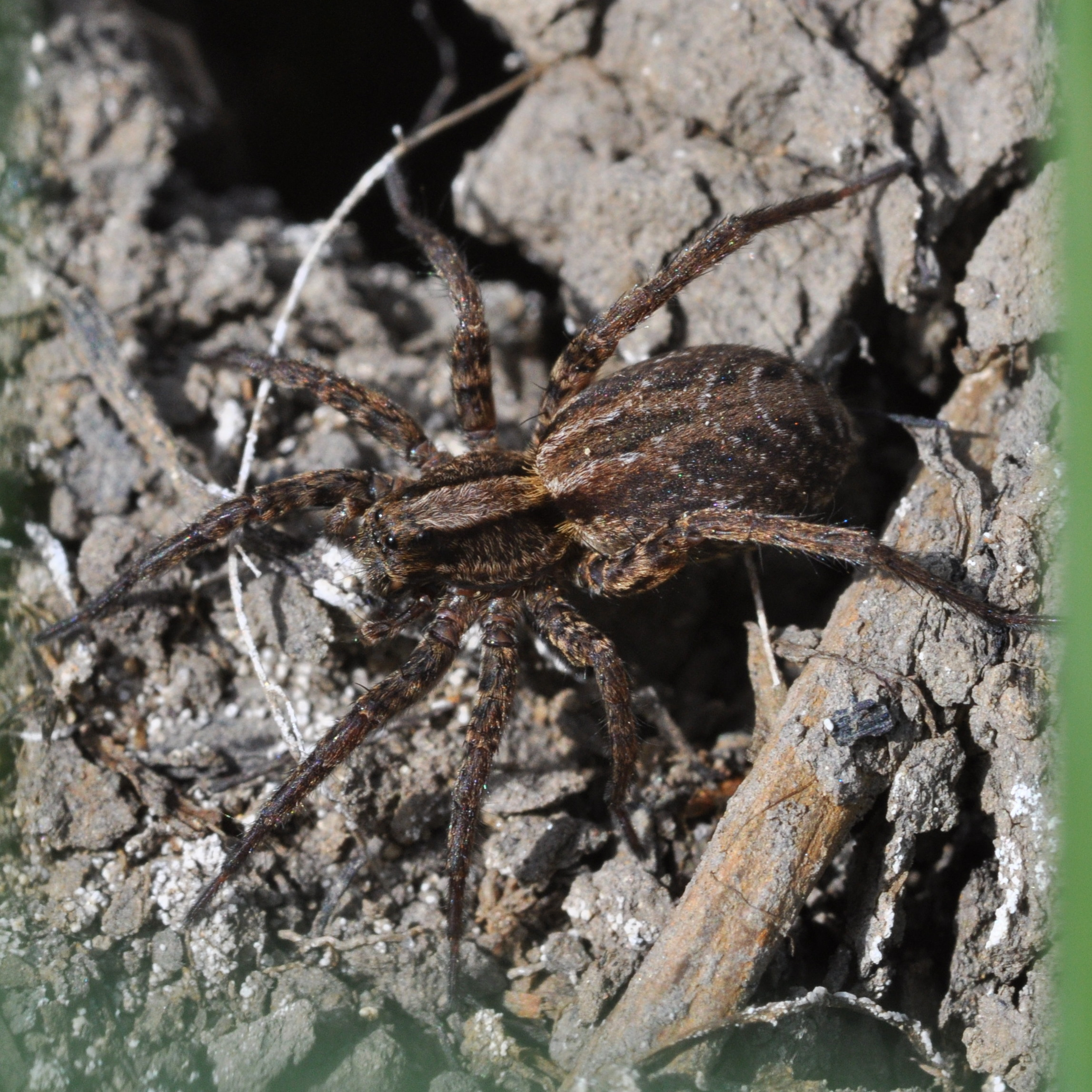
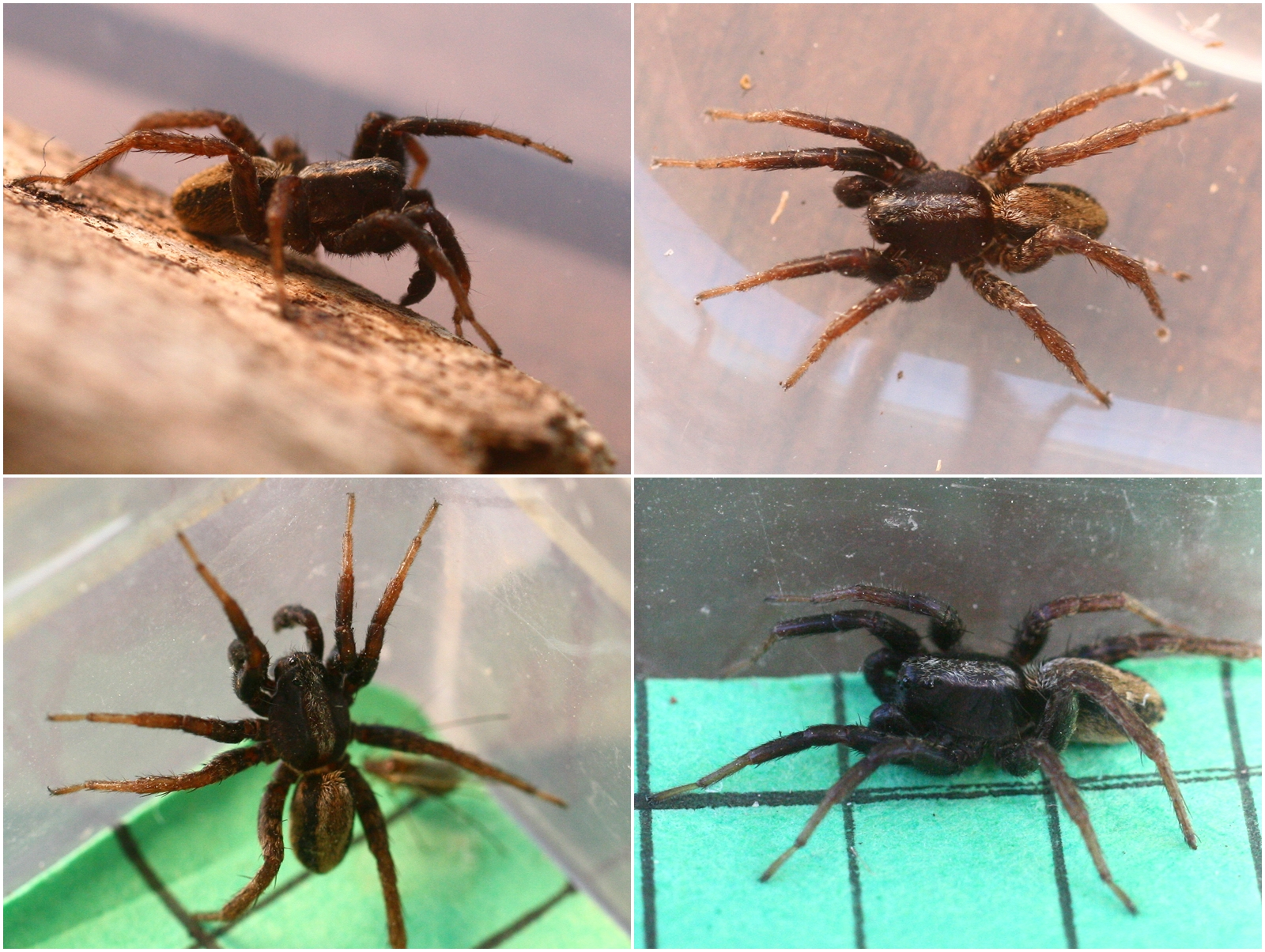